# 内肛動物
内肛動物(ないこうどうぶつ、Entoprocta)は、動物門のひとつで、ごく小型の固着性の動物からなる一群である。約150種が知られ、最もよく知られているのはスズコケムシであるが、その知名度とてごく微々たるものである。

## 概説
内肛動物門は群体または単体性の動物で、せいぜい 5mm 以下の小さな動物である。古くはコケムシ類と混同されたことがあるが、現在では独立群と見なされている。ちなみにこの名称は肛門が触手冠の内側にあることにより、コケムシ類ではそれがその外側にあるため外肛動物と呼ぶことと対をなすものである。また、曲形動物(Kamptozoa)の名も使われた。

## 形態
その形態はどれもほぼ似通っている。その体はおおよそ本体部と茎部からなる。
本体部、あるいは萼（がく）部には触手冠と大部分の内臓が存在している。茎部はそれを支える部分で、棒状であったり、より複雑な形であったり、分枝をもつ例もある。それより下は、単体のものでは足盤となっており、これによって基盤上に付着する。群体性のものでは、植物の匍匐茎のような走根を伸ばして新しい個体をそこに生じる。全体としては基盤上に網目のように広がった走根の上にまばらに個体が並んだものとなる。
萼部は上面に触手冠があり、たいていはやや斜めに傾いている。触手の配置はやや馬蹄形をしており、個々の触手は萼部の長さを越えるほどには長くなく、それほど柔軟でもない。その表面は一面に繊毛で覆われている。触手の配列する内側の領域の一端に口が、もう一端に肛門がある。
なお、条件が悪くなると萼部は放棄されることがある。条件がよくなるとすぐに再生される。その他、群体性の種では走根から一種の休芽を形成することが知られる。

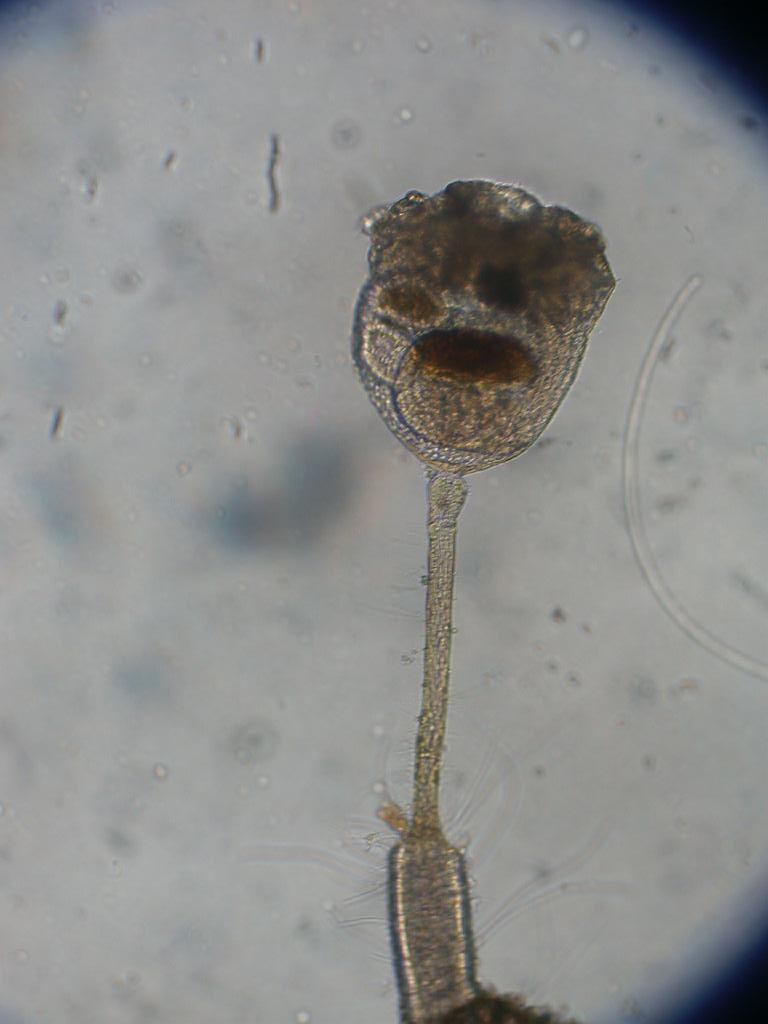
スズコケムシ

### 内部構造
消化系はUの字状で、口から続く食道に次いで膨んだ胃と腸があり、肛門までは細い直腸が続く。体腔は間充織細胞で埋められる。排出系としては原腎管が一対備わる。また、生殖器も萼部にある。

## 生殖と発生
雌雄異体で、発生は雌の体内で進む。初期の幼生はトロコフォアに近い。
しかし実際には無性生殖による繁殖が盛んで、単体のものも群体性のものも出芽によって増える。群体性のものは走根が伸びてその先に新しい個体を作り、単体性のものでは萼部に新個体の芽を生じ、それが成長して独立する。

## 生態
ほとんどが海産、少数が汽水産、シマミズウドンゲなど2種だけ淡水産の種がある。触手冠によって濾過摂食を行うものである。走根や足盤によって基盤上に付着する固着性の動物であるが、一部にはゆっくりと移動できるものがある。

## 系統
当初はコケムシ類と同一視され、コケムシ類(Bryozoa)をエーレンベルク(1831)が立てた際にはこれに含まれた。しかしニッチェ(1870)がこれを肛門の位置から外肛類(Ectoprocta)と内肛類(Endoprocta)に分けた。さらにコリ(1929)は近縁ではないのに名前が似ているのはよくないと曲形動物(Kamptozoa)の名を提唱し、これが使われることもある。
外肛動物（いわゆるコケムシ類）が真体腔動物であるのに対して、この類は無体腔、あるいは偽体腔であると考えられ、系統的には大きく離れているものとの考えが定説とされてきたが、実はコケムシ類と近縁との説もくすぶり続けた。分子遺伝学的情報からは、この二つは共に冠輪動物に属するが、姉妹群ではないとされている。

## 分類
4科150種が知られる。日本には約30種が確認されている。